# Gary Blore

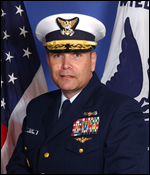
Konteradmiral Gary Blore

Gary Blore war ein Konteradmiral der United States Coast Guard.
Er graduierte 1975 von der Coast Guard Academy und war von 1977 bis 1982 Hubschrauberstaffelführer bei der Coast Guard Air Station Brooklyn (New York). Zwischen 2002 und 2004 diente Blore im Office of Budget and Programs. Von 2004 bis Sommer 2006 war er Senior Director for Border and Transportation Security beim Homeland Security Council. Vo 2006 bis 2009 war er Behördenleiter (Program Executive Officer - PEO) des Integrated Deepwater System Program. Von 2009 bis 2011 war er Commander of the Thirteenth Coast Guard District. Blore erreichte am 14. Juli 2011 nach 36 Jahren Dienstzeit das Pensionsalter.
Konteradmiral Blore wurde unter anderem vier Mal mit der Auszeichnung Legion of Merit, zweimal mit der Meritorious Service Medal, zweimal mit der Coast Guard Commendation Medal und einmal mit der Transportation 9-11 Medal geehrt. 
Blore ist verheiratet und hat zwei Töchter.